# Vaalbara

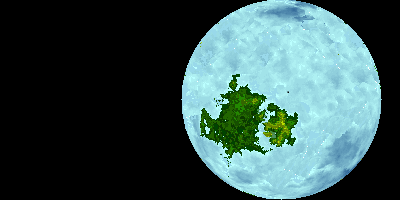
Hình ảnh tưởng tượng của cổ lục địa Vaalbara (theo phỏng đoán).

Siêu lục địa đầu tiên của Trái Đất được cho là tồn tại là Vaalbara. Theo các dữ liệu đo phóng xạ của các vùng im lìm (nền) bao quanh đã tạo ra Vaalbara, người ta biết rằng nó tồn tại vào khoảng 3,3 tỷ năm trước (3,3 Ga) và có thể xa tới tận 3,6 Ga. Các chứng cứ bao gồm các nghiên cứu địa thời học và cổ từ học giữa hai vùng im lìm thuộc liên đại Thái Cổ (các lục địa nguyên thủy) gọi là nền Kaapvaal (tỉnh Kaapvaal của Nam Phi) và nền Pilbara (khu vực Pilbara của Tây Úc). Một phần khác của chứng cứ là sự tương đồng về trật tự cấu trúc của vành đai đá lục và vành đai gơnai của hai vùng im lìm này. Các vành đai đá lục thuộc liên đại Thái Cổ này hiện nay loang ngang qua rìa của nền Superior thuộc Canada và cũng loang ngang qua các vùng im lìm của các lục địa cổ Gondwana và Laurasia. Các đường trôi dạt diễn ra tiếp theo của các nền Kaapvaal và Pilbara sau 2,8 Ga cung cấp thêm chứng cứ cho thấy chúng đã từng có thời kết nối với nhau.

Sự trôi dạt của các lục địa

Người ta vẫn chưa chắc chắn khi nào thì Vaalbara bắt đầu tách ra, nhưng các chứng cứ địa thời học và cổ từ học chỉ ra rằng hai nền này có sự chia cắt theo chiều ngang quay đi 30 độ vào khoảng 2,78 đến 2,77 Ga, ngầm giả thiết rằng chúng đã không còn tiếp giáp nhau vào thời gian sau ~2,8 Ga.